# Catocala electa
Catocala electa és una espècie de papallona nocturna de la subfamília Erebinae i la família Erebidae.

## Distribució
Es troba a Europa i Àsia (fins a Corea).

## Descripció
Fa 65-80 mm d'envergadura alar. Els adults volen de juliol a setembre, depenent de la ubicació.

## Plantes nutrícies
Les larves s'alimenten de salzes i pollancres.

## Subespècies
- Catocala electa electa
- Catocala electa tschiliensis Estrèpit-Haas, 1927
- Catocala electa zalmunna Butler, 1877

## Galeria

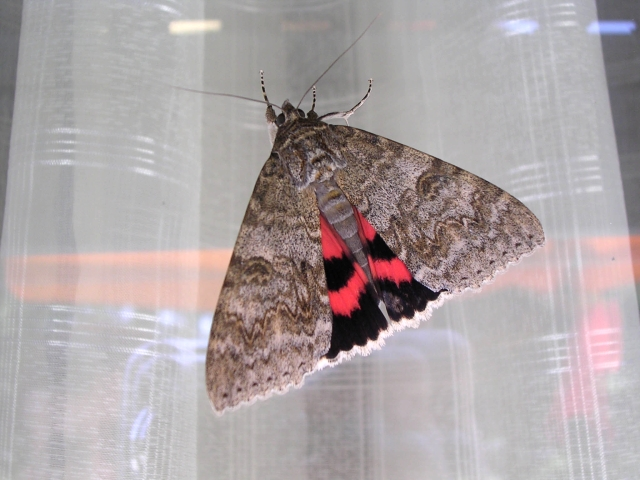
Catocala electa
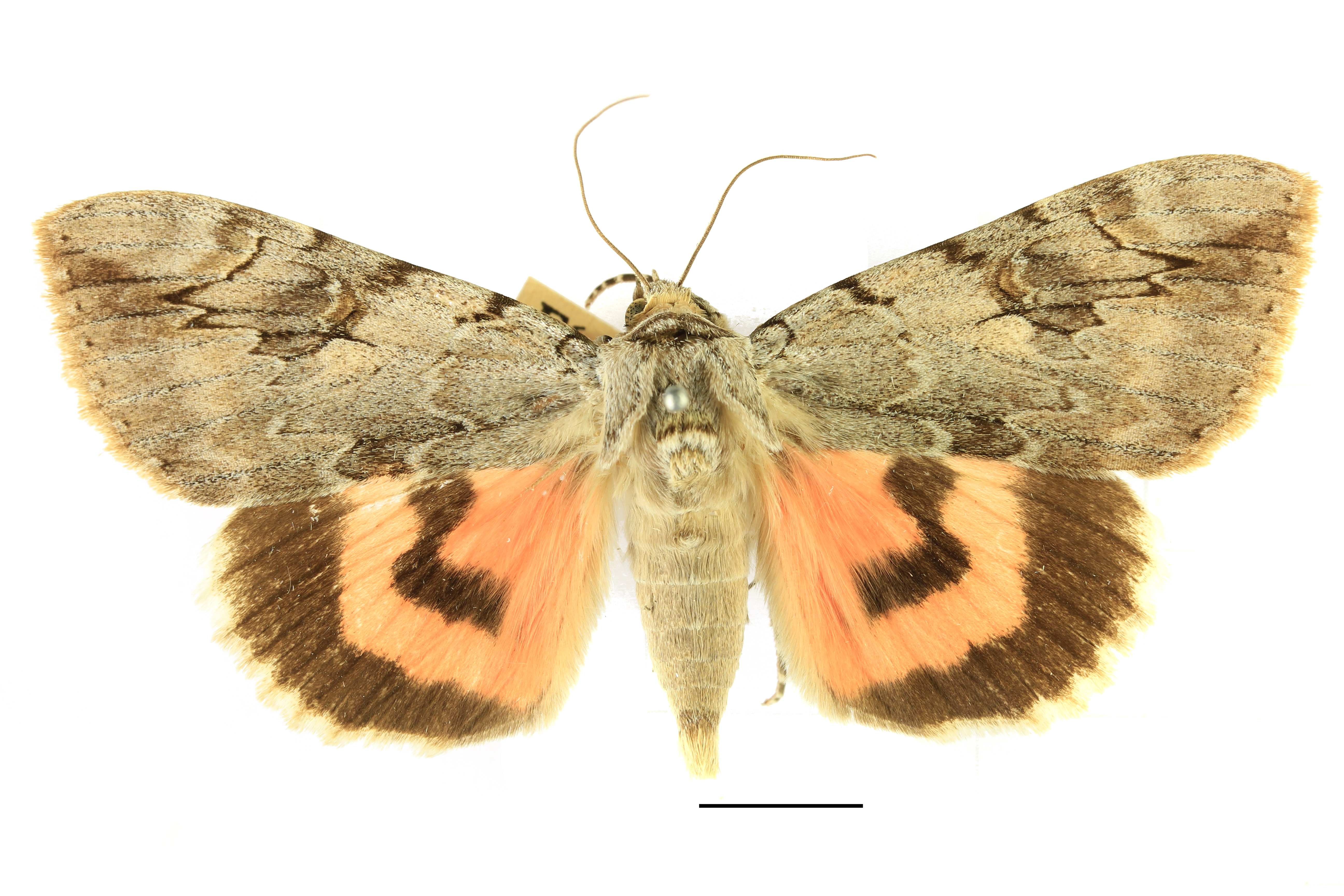
Catocala electa